# Cloruro perossidasi
La cloruro perossidasi è un enzima appartenente alla classe delle ossidoreduttasi, che catalizza la seguente reazione:
2 RH + 2 Cl- + H2O2 ⇄ 2 RCl + 2 H2O
L'enzima provoca la clorinazione di diverse molecole organiche, formando legami stabili C-Cl. Può agire anche con Br- e I-. Probabilmente è una emo-tiolato proteina (P-450).